# Xyletobius nigrinus
Xyletobius nigrinus är en skalbaggsart som beskrevs av Sharp 1881. Xyletobius nigrinus ingår i släktet Xyletobius och familjen trägnagare. Inga underarter finns listade i Catalogue of Life.